# Zorro (série télévisée française, 2024)
Pour les articles homonymes, voir Zorro.
Production
Diffusion
Zorro est une série télévisée franco-américano-belge réalisée par Émilie Noblet et Jean-Baptiste Saurel (d) d'après un scénario de Benjamin Charbit (d) et Noé Debré, sortie le 6 septembre 2024 sur Paramount+ et diffusée en Belgique à partir du 4 décembre 2024 sur RTL TVI et en France à partir du 23 décembre 2024 sur France 2.
C'est la première fois depuis 1975 qu'un acteur français enfile le masque de Zorro, Jean Dujardin assumant le rôle titre.
Le tournage a lieu dans le sud de l'Espagne et la postproduction est effectuée en Belgique.
Pour accompagner la sortie de cette mini-série, France Télévisions propose un dispositif interactif disponible sur la plateforme France.tv.

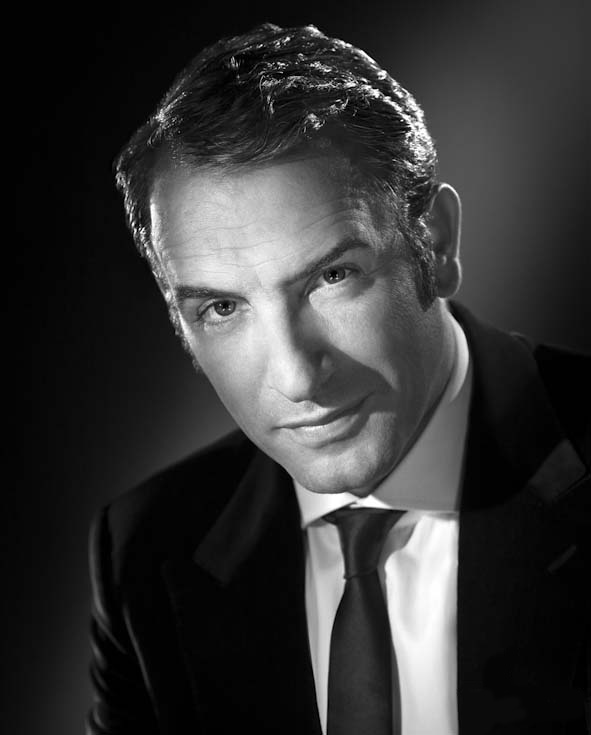
Jean Dujardin.

## Synopsis
En 1821, vingt ans après la fin des intrépides aventures de Zorro, don Diego de la Vega a remisé sa cape et est devenu un notable de Los Angeles, en Californie.
Marié à Doña Gabriella, il succède à son père don Alejandro au poste de maire de la ville.
Rapidement, il constate que certaines injustices de la ville ne peuvent se régler qu'en faisant réapparaître le fameux Zorro. La cohabitation entre ses deux identités met en péril son équilibre mental et son mariage. Aidé par son fidèle Bernardo, et face au sergent Garcia, la détermination de Zorro à libérer le peuple de la domination de la couronne d'Espagne est mise à l'épreuve lors de ses différentes aventures.

## Distribution

### Famille de la Vega
- Jean Dujardin : Don Diego de la Vega / Zorro
- Audrey Dana : Doña Gabriella, l'épouse de Don Diego
- André Dussollier : Don Alejandro, le père de Don Diego
- Salvatore Ficarra (it) du duo Ficarra e Picone : Bernardo, le serviteur muet de Don Diego

### Nakaï et sa famille
- Baltasar Espinach : Nakaï, le fils adoptif de Don Diego et Doña Gabriella
- David Ayala : le père de Nakaï
- Lucia Sanchez : la mère de Nakaï
- Lily Noell : la sœur de Nakaï

### Soldats de la garnison de Los Angeles
- Grégory Gadebois : le sergent Cristóbal Garcia[2]
- Jean-Benoît Ugeux : le gros moustachu
- Julien Gaspar-Oliveri : le petit teigneux
- Marc Velasco : le grand dadais

### Autres personnages
- Éric Elmosnino : don Emmanuel
- Éric Massot : don Javier
- Éric Challier : le vice-roi d'Espagne
- Axelle Simon : Giorgina
- Virginie Emane : Maria
- Xavier Roqueta : Sergio

## Production

### Genèse et développement
Depuis que le personnage de Zorro est entré dans le domaine public en 2013, les annonces de nouveaux films fleurissent,.
Le 14 octobre 2022, France Télévisions annonce la production d'une série sur ce personnage créé en 1919 par Johnston McCulley (1883-1958) et interprété au cinéma par Douglas Fairbanks dès 1920. Cette fois c'est l'acteur oscarisé Jean Dujardin qui tiendra le rôle du héros masqué,.
Le directeur du cinéma de France Télévisions Manuel Alduy déclare alors : « Nous sommes ravis d'être associés au développement de cette belle série familiale d'aventure. »,. Il accompagne son message d'une photo de Jean Dujardin avec le costume et la moustache de Don Diego de la Vega et, derrière lui, l'ombre du justicier masqué et le fameux « Z » qu'il signe avec la pointe de son épée.
La série est écrite par Benjamin Charbit (d) et Noé Debré,,,,,. Benjamin Charbit confie : « J'ai beaucoup appris en écrivant Zorro. J'ai pu valider pour moi-même un certain nombre de théories. Par exemple que la comédie n'exclut pas la beauté et le mélange des genres, même si l'alchimie n'est pas évidente à trouver. Dans Zorro, nous avons cherché à lier la comédie au mélo, le drame à la romance. ».
Marc Dujardin, frère de Jean et président de la société de production Le Collectif 64, promet un Zorro « un peu plus âgé et marié », qui ne sera pas exactement fidèle au Don Diego de la Vega original : « Ce sera très européen, très cape et épée. […] Notre héros sera plus humain, plus tourmenté et confronté à diverses problématiques dont la question du couple qui sera importante. ».
En novembre 2023, Allociné et Ouest-France annoncent que France 2 a conclu un accord avec la plateforme de streaming Paramount+,.
Eusebio Larrea et Georges Huercano, responsables de la coproduction chez RTL Belgium, expliquent : « Quand le producteur Marc Dujardin (Collectif 64), et André Logie (Panache Productions) sont venus nous présenter le projet il y a maintenant plus d'un an et demi, nous avons immédiatement été séduits. Zorro est un personnage de légende et est très présent dans le cœur des Belges. C'est du vrai cinéma pour la télévision. L'écriture et la réalisation modernes nous ont directement convaincus. Sans oublier un Jean Dujardin qui incarne un Zorro plus vrai que nature ! Nous avons eu la chance d'assister à l'immense tournage au cœur des décors de la sierra Alhamilla en Espagne, à quelques minutes d'Almería, c'était très impressionnant et captivant. Nous avons hâte que les téléspectateurs de RTL TVI découvrent ce projet ambitieux. ».
André Logie, producteur belge de Panache Production confie : « Pouvoir coproduire une série aussi prestigieuse est pour moi un rêve d'enfant, car je regardais les épisodes de Zorro [interprété par Guy Williams] sur Antenne 2 dans ma jeunesse. C'est une chance et le fruit d'un long travail entamé il y plus de 20 ans. Cette coproduction a été rendue possible grâce à RTL Belgium et Wallimage que je remercie profondément. Ils sont montés très tôt dans l'aventure et ont permis un ancrage belge de la série. Après le tournage en Espagne, toute la postproduction sera effectuée en Belgique. ».
La réalisation de la série est assurée par Émilie Noblet et Jean-Baptiste Saurel (d),. Le budget est de 24 millions d'euros.

### Production
Inspirée du légendaire héros masqué Zorro créé par Johnston McCulley, la série est une coproduction du Collectif 64 — société de production présidée par Marc Dujardin (d), frère de l'acteur Jean Dujardin qui interprète Zorro —, de Bien sûr Productions, de Montebello Productions, de Panache Productions, de la Compagnie Cinématographique, d'André Logie & Gaétan David, de RTL Belgium et de RTL TVI, réalisée avec la participation de France Télévisions, du CNC et de Wallimage, en association avec Paramount+ et avec le soutien du Tax Shelter du gouvernement fédéral de Belgique et du Programme Creative Europe Media TV & Online Content,,,,,,.

### Attribution des rôles
Le rôle de Don Diego de la Vega est interprété par Jean Dujardin, qui revient à la télévision plus de vingt ans après avoir été révélé dans la shortcom Un gars, une fille.
L'acteur déclarait en 2010 au journal 20 Minutes : « Secrètement, j'aimerais bien incarner Zorro. Parce qu'il est tout en noir, parce qu'il a un masque, parce que je pourrais faire de l'escrime et du cheval. Je crois que c'est ma dernière envie de gosse. Pourtant, j'en ai fait des trucs de gosse, entre l'agent secret (OSS 117, ndlr), le surfer (Brice de Nice), mais je crois que Zorro… J'ai encore des envies de gosse comme ça, de panoplies. C'est un vrai prolongement de l'enfance que m'offre cette vie. »,,,,.
Jean Dujardin avait déjà eu l'occasion de réaliser son rêve une première fois en 2013 dans la série comique Platane créée par Éric Judor et Hafid F.-Benamar,,,,.
Fan de Zorro depuis son enfance, l'acteur précise encore : « Cela faisait plus de dix ans que j'en parlais […] Je pensais que le rôle s'éloignait de moi. J'avais alors 40 ans, et là, ce qui est drôle, c'est qu'ils m'ont écrit un Zorro de 50 ans. Ce n'est pas le retour de Zorro, c'est Zorro sur le retour ! ». Jean Dujardin dit s'être approprié Don Diego « sans en faire un OSS 117 masqué » et ajoute : « Je ne pense pas avoir raté mon Zorro. C'est une proposition. Elle plaira ou non, mais elle est honnête et sincère. ».
En novembre 2023, le site Allociné et Ouest-France annoncent qu'André Dussollier et Grégory Gadebois rejoignent Jean Dujardin à la distribution de la série,.

### Tournage
En novembre 2023, Jean Dujardin publie sur son compte Instagram une photo de lui dans la peau de Don Diego de la Vega, accompagnée de la légende : « Zorro en tournage bientôt. ».
Le 31 décembre 2023, l'acteur diffuse sur son compte Instagram une courte séquence vidéo dans laquelle on le voit sur un cheval noir, devant l'entrée d'une hacienda, avec la légende : « À cheval 2024 ! Bonne Année à tous. »,,. Le dresseur du cheval est Mario Luraschi, coach dresseur du film Les Trois Mousquetaires : D'Artagnan sorti en 2023, et chef cascadeur de Jappeloup en 2012, qui avait déjà travaillé aux côtés de Jean Dujardin dans Lucky Luke en 2009,.
Le tournage a lieu dans le sud de l'Espagne, dans la région d'Almería et de la sierra Alhamilla, dans un décor sablonneux et montagneux qui rappelle l'Ouest américain, une région où Sergio Leone a tourné plusieurs de ses westerns et où Ridley Scott a tourné Exodus: Gods and Kings,,. 23 millions d'euros ont été investis dans la réalisation des décors incluant la petite ville de Los Angeles, un casino, des maisons de péons ainsi qu'un village indien,. Des scènes d'intérieur sont tournées à Tolède, dans des haciendas du XIXe siècle.
Jean Dujardin explique : « Au niveau des combats, j'ai répété huit chorégraphies avec Manu Lanzi et ses maîtres d'armes et ses cascadeurs […] Quant au cheval, j'ai suivi des cours avec Mario Luraschi. ».

### Fiche technique
Sauf indication contraire, les informations mentionnées dans cette section peuvent être confirmées par les bases de données cinématographiques IMDb et Allociné,  présentes dans la section « Liens externes ».
- Titre français : Zorro
- Genre : action, aventure, parodie
- Production : Marc Dujardin[12],[13],[11], Julien Seul et François Ivernel
- Sociétés de production : Collectif 64, Bien sûr Productions, Montebello Productions, Panache Productions, la Compagnie Cinématographique, André Logie & Gaétan David, RTL Belgium et RTL TVI[20],[21]
- Sociétés de distribution : Paramount+ et France tv distribution[20],[4]
- Réalisation : Émilie Noblet et Jean-Baptiste Saurel[17],[18],[35]
- Scénario : Benjamin Charbit et Noé Debré[2]
- Musique : Julie Roué et Isabelle Laudenbach
- Décors : Hérald Najar
- Costumes : Charlotte David
- Photographie : Antony Diaz
- Son : Louis Storme
- Montage : Vincent Delorme et Camille Delprat
- Maquillage : Christine Cardaropoli
- Pays de production :  France /  Belgique /  États-Unis
- Langue originale : français
- Format : couleur
- Nombre de saisons : 1
- Nombre d'épisodes[33],[34] : 8
- Durée : 40 minutes[33],[34]
- Dates de première diffusion : 
  - Streaming : 6 septembre 2024 sur Paramount+[36],[37]
  - Belgique : 4 décembre 2024 sur RTL TVI[2]
  - France : 23 décembre 2024 sur France 2[38],[39]

## Accueil

### Audiences et diffusion

#### En Belgique
En Belgique, la série est diffusée le mercredi à 20 h 30 sur RTL TVI du 4 au 18 décembre 2024.
| Épisode              | Diffusion                 | Diffusion            | Audience moyenne          | Audience moyenne | Réf.   |
| Épisode              | Jour                      | Horaire              | Nombre de téléspectateurs | Classement       | Réf.   |
| -------------------- | ------------------------- | -------------------- | ------------------------- | ---------------- | ------ |
| 1                    | Mercredi 4 décembre 2024  | 20 h 30 - 21 h 15    | 315 505                   | 1er              | [ 40 ] |
| 2                    | Mercredi 4 décembre 2024  | 21 h 15 - 22 heures  | 315 505                   | 1er              | [ 40 ] |
| 3                    | Mercredi 4 décembre 2024  | 22 heures - 22 h 50  | 315 505                   | 1er              | [ 40 ] |
| 4                    | Mercredi 11 décembre 2024 | 20 h 30 - 21 h 15    | 216 529                   | 2e               | [ 41 ] |
| 5                    | Mercredi 11 décembre 2024 | 21 h 15 - 21 h 55    | 216 529                   | 2e               | [ 41 ] |
| 6                    | Mercredi 11 décembre 2024 | 21 h 55 - 22 h 40    | 216 529                   | 2e               | [ 41 ] |
| 7                    | Mercredi 18 décembre 2024 | 20 h 30 - 21 h 15    | 160 072                   | 2e               | [ 42 ] |
| 8                    | Mercredi 18 décembre 2024 | 21 h 15 - 21 h 55    | 160 072                   | 2e               | [ 42 ] |
|                      |                           |                      |                           |                  |        |
| Moyenne de la saison | Moyenne de la saison      | Moyenne de la saison | 230 702                   |                  |        |

- Les plus hauts chiffres d'audience
- Les plus bas chiffres d'audience

#### En France
En France, la série est diffusée le lundi à 21 h 10 sur France 2 par salves de quatre épisodes les 23 et 30 décembre 2024.
| Épisode              | Diffusion              | Diffusion            | Audience moyenne          | Audience moyenne                       | Audience moyenne         | Audience moyenne | Réf.   |
| Épisode              | Jour                   | Horaire              | Nombre de téléspectateurs | Part de marché (sur les 4 ans et plus) | Part de marché (FRDA-50) | Classement       | Réf.   |
| -------------------- | ---------------------- | -------------------- | ------------------------- | -------------------------------------- | ------------------------ | ---------------- | ------ |
| 1                    | Lundi 23 décembre 2024 | 21 h 10 - 21 h 50    | 3 880 000                 | 19,8 %                                 | 16,8 %                   | 1er              | [ 43 ] |
| 2                    | Lundi 23 décembre 2024 | 21 h 50 - 22 h 25    | 3 230 000                 | 17,8 %                                 | 15,6 %                   | 1er              | [ 43 ] |
| 3                    | Lundi 23 décembre 2024 | 22 h 25 - 23 h 00    | 2 690 000                 | 17,9 %                                 | 15,5 %                   | 1er              | [ 43 ] |
| 4                    | Lundi 23 décembre 2024 | 23 h 00 - 23 h 45    | 2 070 000                 | 19,7 %                                 | 12,6 %                   | 1er              | [ 43 ] |
| 5                    | Lundi 30 décembre 2024 | 21 h 10 - 21 h 50    | 1 770 000                 | 9,2 %                                  |                          | 4e               | [ 44 ] |
| 6                    | Lundi 30 décembre 2024 | 21 h 50 - 22 h 25    | 1 460 000                 | 8.1 %                                  |                          | 4e               | [ 44 ] |
| 7                    | Lundi 30 décembre 2024 | 22 h 25 - 23 h 00    | 1 220 000                 | 7.6 %                                  |                          | 4e               | [ 44 ] |
| 8                    | Lundi 30 décembre 2024 | 23 h 00- 23 h 40     | 1 280 000                 | 11.6 %                                 |                          | 4e               | [ 44 ] |
|                      |                        |                      |                           |                                        |                          |                  |        |
| Moyenne de la saison | Moyenne de la saison   | Moyenne de la saison | 2 200 000                 |                                        |                          |                  |        |

- Les plus hauts chiffres d'audience
- Les plus bas chiffres d'audience

### Accueil critique
Le site IMDb attribue à la série la note de 5,7⁄10.
Le Parisien est assez réservé : « Si on se délecte au départ de cette comédie légère aux dialogues souvent absurdes, parfois hilarants, quelques duels d'épées et scènes d'actions bien ficelées et une esthétique réussie, on se lasse un peu, progressivement. Et au fil des épisodes, on aimerait autre chose de cette comédie pure, certes efficace, mais qui manque de profondeur pour fonctionner sur la durée. ».
Le site CinéSérie est plus enthousiaste : « Avec beaucoup d'humour et d'autodérision, Jean Dujardin fait renaître à l'écran le légendaire Zorro qui reprend du service après 20 ans d'absence, pour le plus grand plaisir des spectateurs. ».
Les Inrockuptibles, pour leur part, estiment que « Si la série ne parvient pas toujours à trouver un équilibre entre les genres qu'elle frôle, de l'aventure pure à la romance, si elle n'assume pas non plus sa dimension de fable politique au service des opprimé·es, on aime qu'elle finisse par trouver sa voie dans un territoire de purs sentiments. Zorro se révèle autrement que comme une série familiale aux sourires forcés (même si elle l'est aussi) et c'est une bonne nouvelle. ».
Libération a été agréablement surpris : « La série de Benjamin Charbit et Noé Debré, avec l'acteur bankable dans le rôle du justicier masqué, déjoue les pronostics et se révèle délicieuse de kitsch et d'autodérision […] Ce projet-là, en pleine floraison capes et épées, fichait un peu les miquettes. France Télévisions qui s'allie à la plateforme Paramount + pour tourner en Andalousie un Zorro incarné par le très bankable Jean Dujardin… Il suffit pourtant de quelques secondes pour que tombent les a priori. ».
L'Humanité est très enthousiaste : « La série en six épisodes est d'une drôlerie assumée, en même temps qu'elle réinvente la légende de Zorro, pour le meilleur. Car, tout en assumant ses origines, ce Zorro se veut diablement moderne. ».
Télé-Loisirs abonde dans le même sens : « Bonne surprise, cette mini-série particulièrement plaisante, bouleverse les codes de la mythologie Zorro, sans pour autant les égratigner […] Au final, si l'on pouvait avoir quelques appréhensions avant de se plonger dans cette aventure, on en ressort surpris et en ayant passé un très bon moment ! ».
Sud Ouest souligne que « Les créateurs de cette série ont pris ici le parti de l'humour et de l'autodérision […] Il en résulte un bon divertissement aux moments désopilants et aux scènes d'action bien ficelées. ».
Pour le journal Le Progrès, « grâce à une réalisation ample qui met en valeur les décors naturels d'Andalousie et à un sens du détail assez poussé, on retrouve le frisson intemporel de l'aventure. Et l'humour ne vient pas dénaturer ce sentiment, bien au contraire. Une très belle actualisation. ».
Le journal Le Figaro met en exergue la prestation de Jean Dujardin : « Sa présence magnétique, le ton et le son de sa voix, son sens du rythme, ses mimiques, l'humour qu'il injecte dans chaque scène, chaque dialogue… Sans doute flirte-t-on avec la parodie et a-t-on parfois l'impression d'être dans OSS 117 ou M. et Mrs. Smith, mais ces huit épisodes se regardent avec délectation et parfois jubilation. ».
Pour le magazine Première, « L'ensemble ne tient pas toujours le rythme : la fiction se laisse déborder par les gauloiseries et la mécanique tourne parfois en rond dans un récit dominé par le triangle amoureux qui unit Don Diego, son épouse et le justicier masqué. Mais, une fois la grille de lecture acceptée, cette nouvelle itération feuilletonnante fait preuve de tout le sens de l'épique que l'on pouvait en attendre. ».
Le journal Le Point lance un « avertissement aux fans de Guy Williams : le Zorro de leur enfance est mort et enterré. Mort de rire, s'entend. Une fois ce parti pris accepté, il suffit de rentrer dans le jeu des scénaristes Noé Debré et Benjamin Charbit, qui font de Don Diego de la Vega un homme falot, écrasé par l'ombre du père et incapable de faire un enfant à sa femme, qui le trompe avec son double. ».
Pour Le Nouvel Obs, « Tout cela est fort bien ficelé, sans parler d'une distribution de très haute volée. Jean Dujardin s'en donne à cœur joie dans ce double rôle de mari poltron et de héros survitaminé (on pense à Bébel, son modèle de toujours), Audrey Dana excelle en épouse délaissée, André Dussollier et Eric Elmosnino sont odieux à souhait en hommes de pouvoir, tandis que Grégory Gadebois campe un Sergent Garcia émouvant. ».
Selon Le Monde, « Benjamin Charbit et Noé Debré multiplient les expériences. Ils vieillissent le vengeur masqué, qui prend deux décennies d'un coup, le marient, lui confient des responsabilités politiques et l'accablent de soucis financiers. Bien sûr, il y aura des duels à l'épée et des chevauchées nocturnes, mais l'essentiel de l'énergie – considérable – dépensée pour ce projet vient alimenter, non pas la légende du libérateur, mais la relation de sa crise de la cinquantaine. ».
Ouest-France titre « Zorro se réinvente avec humour et autodérision sous les traits d'un Jean Dujardin surprenant » et estime que la série est « une version étonnamment moderne, drôle et généreuse du mythe du justicier. ».
Le quotidien suisse Le Temps « se demande si toute l'entreprise n'a pas été mise en œuvre pour permettre à Jean Dujardin de prendre la pose dans la posture mythique, le cheval cabré, la main saluant, l'air conquérant et bien sûr, le visage masqué sous le chapeau rond et noir. ».
Pour France Culture, « le comique brise le rythme de l'épique » mais il convient de souligner la prestation de certains seconds rôles dont Bernardo et le sergent Garcia.
Pour Alexandre Letren du site VL-Media, « La série part sur de bonnes bases, mais l'ensemble fait rapidement « Pschitt » à trop souvent rire de toutes les situations. ».

## Jeu interactif
La chaîne propose un dispositif innovant permettant aux utilisateurs de créer leur propre affiche personnalisée de Zorro. En sélectionnant leur personnage favori (Zorro, don Diego ou Gabriella) et en téléchargeant ou prenant un selfie, les fans peuvent générer une affiche unique. Cette création peut ensuite être partagée sur les réseaux sociaux avec #Zorro.